# Planodema nigra
Planodema nigra là một loài bọ cánh cứng trong họ Cerambycidae.